# Каваї Цуґуносуке
Каваї Цуґуносуке (яп. 河井継之助, かわいつぐのすけ; 27 січня 1827 — 1 жовтня 1868) — японський самурай періоду Едо.

## Короткі відомості
Служив роду Макіно в Наґаока-хані. Був головнокомандувачем військ Наґаока-хану під час війни Босін 1868—1869 років. В битві при Хокуецу отримав поранення в ногу та через гангрену, викликану цим пораненням, помер в 1868 році в місті Айдзу.